# ソハール
ソハール（アラビア語: صحار、Sohar/Suhar）は、オマーンの都市。
北バーティナ地方最大の都市で、同地方の首府に定められている。
イスラーム世界の重要な港湾都市だったソハールはかつてのオマーンの中心都市であり
、
シンドバッド伝説ゆかりの地として挙げられている
。
2010年の国勢調査によるとソハールの人口は140,006人で、オマーンの都市の中で5番目に人口が多い。
2000年代に行われたソハール工業港の開発によって、町はオマーンの産業の中核都市に発展した。

## 歴史
大プリニウスの『博物誌』で述べられているオマーナ（Omana）という都市はソハールに同定され、
その中でオマーン最大の都市として記されている。また、オマーナという地名は「オマーン」の語源と言われている。ソハールでは内陸部で産出された銅の精錬も行われ、メソポタミア文明やインダス文明に属する地域に銅を供給した古代都市マガン（マカン）との関連性を指摘する意見もある。
9世紀から10世紀にかけてアッバース朝の権威が衰退するとオマーンの海上交易は活発化し、ソハールは商業の中心地として繁栄した。ソハールの遺跡からは中国製の陶器が多く出土している。しかし、ソハールはイラン・イラクで勢力を拡大するブワイフ朝の攻撃を受けて船舶は破壊され、多くの住民が殺害される。その後もセルジューク朝やオマーン内陸部の部族勢力の攻撃に晒され、14世紀のソハールは荒廃した村落となっていた。
17世紀から18世紀にかけて、ソハールはポルトガルやイランによって占領される。18世紀半ばにブーサイード族のアハマド・ビン・サイードはアフシャール朝イランの軍隊からソハールを守り抜き、後にアハマドはブーサイード朝を興し、彼の一族がオマーンを支配する。オマーンの交易活動の中心がマスカットに移った後も、ソハールは地域の農業・商業の中心であり続けた。

## 気候
ソハールは砂漠気候に属し、猛暑と温暖な冬が訪れる。降水量は少なく、年間降水量の半分以上は2月の降雨によるもので、夏季はほぼ完全に乾燥している。
| ソハールの気候                                   | ソハールの気候 | ソハールの気候 | ソハールの気候 | ソハールの気候 | ソハールの気候 | ソハールの気候 | ソハールの気候 | ソハールの気候 | ソハールの気候 | ソハールの気候 | ソハールの気候 | ソハールの気候 | ソハールの気候 |
| 月                                               | 1月            | 2月            | 3月            | 4月            | 5月            | 6月            | 7月            | 8月            | 9月            | 10月           | 11月           | 12月           | 年             |
| ------------------------------------------------ | -------------- | -------------- | -------------- | -------------- | -------------- | -------------- | -------------- | -------------- | -------------- | -------------- | -------------- | -------------- | -------------- |
| 最高気温記録 °C （°F）                           | 32.6 (90.7)    | 32.1 (89.8)    | 37.4 (99.3)    | 44.5 (112.1)   | 46.9 (116.4)   | 48.5 (119.3)   | 50.0 (122)     | 45.0 (113)     | 43.2 (109.8)   | 42.4 (108.3)   | 37.7 (99.9)    | 33.9 (93)      | 50 (122)       |
| 平均最高気温 °C （°F）                           | 24.2 (75.6)    | 25.3 (77.5)    | 27.5 (81.5)    | 31.9 (89.4)    | 36.3 (97.3)    | 36.9 (98.4)    | 36.2 (97.2)    | 34.7 (94.5)    | 34.1 (93.4)    | 33.0 (91.4)    | 29.5 (85.1)    | 26.1 (79)      | 31.31 (88.36)  |
| 日平均気温 °C （°F）                             | 18.9 (66)      | 19.5 (67.1)    | 22.4 (72.3)    | 26.8 (80.2)    | 31.0 (87.8)    | 32.7 (90.9)    | 33.0 (91.4)    | 31.6 (88.9)    | 30.3 (86.5)    | 27.4 (81.3)    | 23.7 (74.7)    | 20.4 (68.7)    | 26.48 (79.65)  |
| 平均最低気温 °C （°F）                           | 12.4 (54.3)    | 13.3 (55.9)    | 16.1 (61)      | 19.6 (67.3)    | 23.7 (74.7)    | 26.2 (79.2)    | 28.2 (82.8)    | 27.1 (80.8)    | 24.7 (76.5)    | 20.4 (68.7)    | 16.8 (62.2)    | 14.4 (57.9)    | 20.24 (68.44)  |
| 最低気温記録 °C （°F）                           | 5.7 (42.3)     | 5.8 (42.4)     | 6.8 (44.2)     | 11.2 (52.2)    | 16.0 (60.8)    | 19.7 (67.5)    | 22.4 (72.3)    | 21.4 (70.5)    | 17.4 (63.3)    | 12.0 (53.6)    | 8.0 (46.4)     | 7.4 (45.3)     | 5.7 (42.3)     |
| 降水量 mm （inch）                               | 4.7 (0.185)    | 56.2 (2.213)   | 17.0 (0.669)   | 7.8 (0.307)    | 2.5 (0.098)    | 0.0 (0)        | 0.1 (0.004)    | 0.0 (0)        | 0.5 (0.02)     | 0.0 (0)        | 3.8 (0.15)     | 15.9 (0.626)   | 108.5 (4.272)  |
| % 湿度                                           | 72             | 74             | 72             | 65             | 63             | 70             | 77             | 80             | 79             | 73             | 72             | 74             | 72.6           |
| 平均月間日照時間                                 | 269.4          | 228.6          | 230.8          | 276.0          | 322.4          | 310.9          | 281.5          | 275.6          | 276.3          | 284.6          | 257.5          | 259.8          | 3,273.4        |
| 出典1：NOAA (all but average maximum, 1980-1990) |                |                |                |                |                |                |                |                |                |                |                |                |                |
| 出典2：www.world-climates.com (average maximum)  |                |                |                |                |                |                |                |                |                |                |                |                |                |

## 産業
ソハールは重要な投資先、経済変化が起きている町として、多くの内外の投資家や企業から注目を集めている。1990年代から工業地帯として再開発が行われ、大工業港、製油所、製鉄所などの施設が建設された。ソハール工業港はSohar Industrial Port Company (SIPC)によって運営され、世界有数の港湾施設と評価されている。投資額は120億ドルに上り、世界最大の港湾開発計画の一つになっている。
オマーン政府はソハールに特に注意を払い、2020年を目標とするオマーンの経済計画では優先的に位置付けている。ソハールを商工業の中核地に発展させることで従来の石油に依存した経済から脱却し、産業の多角化を推進することが政府の目標となっている。オマーン経済の多角化のため、オマーン政府はソハールの工業地区で実施される数々の事業計画に投資を行っている。その一例としてオマーン政府は鉄鋼業に50億ドル以上の投資を行っており、オマーンがGCC諸国の中で製鉄業における主導的な地位の確立を目標としている。鉄鋼業以外にソハール工業地区ではアルミニウムの生産も行われている。2004年にソハール・アルミニウム・カンパニーが設立され、アルミニウム業はカーブース王の構想する経済多角化戦略において重要な役割を担うリーディングプロジェクトの一つと見なされている。

## 教育
ソハールには4つの高等教育機関といくつかのインターナショナルスクールが設置されている。
- ソハール大学（英語版） - 私立大学。オーストラリアのクイーンズランド大学と協定を締結。
- ソハール応用科学技術大学 - 公立の大学（college）。
- オマーン医科大学 - アメリカ合衆国のウエストバージニア大学医学部と協定を締結。
- オマーン国際海事大学

## 施設
Al Humbarに位置するソハール公園、Sallanのシルバージュビリー公園、Sanaiyyahのエンターテイメント公園の3つがソハールの主要な公園である。また、ソハールにはソハール・リージョナル・スポーツ・コンプレックスとソハール・プラザ＝シティ・シネマが建てられている。